# Мікац Олег Михайлович
Оле́г Миха́йлович Мі́кац (нар. 23 жовтня 1975, Новоград-Волинський, Житомирська область, Українська РСР, СРСР) — український військовослужбовець, генерал-майор Збройних сил України, командувач Оперативного командування «Схід» Сухопутних військ ЗСУ (з 2021).
Заступник командувача Оперативного командування «Захід» Сухопутних військ ЗСУ (2017―2021), командувач сил ОТУ «Луганськ». Учасник російсько-української війни. Один з керівників оборони Донецького аеропорту.
У жовтні 2022 року увійшов до списку 25 найвпливовіших українських військових від НВ.
Олег Мікац — перший український генерал, який ніколи не служив в радянській армії.

## Життєпис
Олег Мікац народився у Новограді-Волинському, що на Житомирщині. 1992 року закінчив місцеву загальноосвітню школу № 9 та вступив до Харківського гвардійського вищого танкового командного училища. Офіцерську кар'єру розпочав у 1996 році на посаді командира взводу, станом на 2001 рік командував ротою 30-ї гвардійської танкової дивізії. З відзнакою закінчив Національну академію оборони України. 2005 року проходив військову службу у складі українського миротворчого контингенту в Іраку на посаді перекладача оперативного відділу.
У 2008 році продовжив освіту в Національній академії оборони України.
Протягом декількох років обіймав посаду заступника начальника 169-го навчального центру Сухопутних військ ЗСУ. У 2012 році тимчасово виконував обов'язки начальника центру. У 2013 був призначений командиром 93-ї окремої механізованої бригади.

### Російсько-українська війна
Під час війни на сході України 93-тя механізована бригада під керівництвом Мікаца брала активну участь в протистоянні проросійським збройним угрупуванням та російським військам. 10 липня 2014 року підрозділи бригади у взаємодії з добровольчими батальйонами прийняли бій під Карлівкою, а 24 липня взяли під контроль селища Піски та Первомайське, що дозволило українським військам контролювати дорогу між Донецьком та Дніпропетровськом.
З вересня 2014 року Олег Мікац керував обороною Донецького аеропорту, його називають одним з ключових командувачів у цих боях. Окрім безпосередньо оборони аеропорту, бійці 93-ї бригади виконували й інші завдання на передовій: 6 листопада 93-тя бригада разом з бійцям ДУК повернули під контроль України селище Опитне, а 19 листопада брали участь у відбитті в бойовиків важливої висоти поблизу аеропорту.
З березня 2015 — начальник 169-го навчального центру «Десна». У серпні 2015 року присвоєне військове звання «генерал-майор». Таким чином, Олег Мікац став першим українським генералом, який ніколи не служив в радянській армії.
В березні 2017 року призначений на посаду заступника командувача військ оперативного командування «Захід» Сухопутних військ Збройних сил України.
Командувач сил Оперативно-тактичного угруповання «Луганськ», яке згодом було переформовано на Оперативно-тактичне угруповання «Північ».
9 серпня 2021 року Олега Мікаца наказом Міністра оборони призначено на посаду командувача оперативного командування «Схід» Сухопутних військ ЗСУ.
На початку повномасштабного російського вторгнення в Україну командував ОУВ «Слобода».

## Політична діяльність
На позачергових Парламентських виборах 2014 року був третім номером у списку політичної партії «Правий сектор», якій не вдалося подолати 5 % бар'єр, через що до Верховної Ради Мікац не потрапив.

## Нагороди
- Орден Богдана Хмельницького III ступеня (23 березня 2015) — за особисту мужність і високий професіоналізм, виявлені у захисті державного суверенітету та територіальної цілісності України, самовіддане служіння Українському народові[17]
- Медаль «За військову службу Україні» (14 вересня 2001) — за вагомий особистий внесок у забезпечення обороноздатності України, високий професіоналізм та з нагоди 60-річчя від дня створення 30 гвардійської танкової дивізії 8 армійського корпусу Північного оперативного командування[3]

### Інтерв'ю
- Інтерв'ю директора ЗОШ №9 Мельника В.К. з командиром 93 бригади Мікацом О.М. «YouTube». Процитовано 30 листопада 2014. {{cite web}}: Зовнішнє посилання в |publisher= (довідка)
- Олег Мікац: Диванні стратеги не враховують масу нюансів війни(рос.) // Liga, 11.03.2015
- Лілія Рагуцька, "На війні було зрозуміло, де ворог". Генерал Мікац про "Десну", ініціативи Савченко і "сумнівних журналістів"(рос.) // Obozrevatel, 17 червня 2016
- Якщо ми зараз візьмемо Донецьк, це розв'яже Росії руки - легендарний генерал з АТО (інтерв'ю). «Апостроф». Процитовано 20 вересня 2017. {{cite web}}: Зовнішнє посилання в |publisher= (довідка)
- Олег Мікац: «Безкарність породжує безпрєдєл» (інтерв'ю) (рос.). МКЧХ в Україні. Процитовано 1 січня 2018. {{cite web}}: Зовнішнє посилання в |publisher= (довідка)
- Як обороняли і як втратили Донецький аеропорт. Спогади командира кіборгів Мікаца (ua) . BBC News Україна. Процитовано 22 січня 2020. {{cite web}}: Зовнішнє посилання в |publisher= (довідка)